# 刘湾镇
刘湾镇，是中华人民共和国河南省周口市沈丘县下辖的一个乡镇级行政单位。

## 行政区划
刘湾镇下辖以下地区：
陈寨村、刘楼村、徐老庄村、杜庄村、黄楼村、陈洼村、营坊村、宋庄村、杜营村、新徐庄村、赵庄村、王路口村、郝庄村、宋各村、大陈庄村、朱李庄村、郭庄村和刘湾村。